# Dimapur
Dimapur (en hindi : दीमापुर) est une ville ayant une population de 378 811 habitants en 2011, dans l'État du Nagaland.

## Histoire
Au XIIIe siècle av. J.-C., la ville était la capitale de la tribu Kachari. 
En 1918, l’ancienne province de l'Assam du Raj britannique a accordé la location de la ville pour une durée de 30 ans au district de Naga Hills (maintenant Nagaland) pour la construction de lignes ferroviaires. En 1963, la ville a été louée pour une durée de 99 ans par l'État du Nagaland ,.

## Population
Selon le recensement indien de 2011, la ville comptait 378 811 personnes.

## Transports
Le train Dibrugarh-Kânyâkumârî Vivek Express qui relie Dibrugarh, dans l'Assam, à Kânyâkumârî, au Tamil Nadu, fait un arrêt dans la ville.